# Rascislaŭ Vjarhun
Rascislaŭ Mikalaevič Vjarhun (in bielorusso Расціслаў Мікалаевіч Вяргун?; Černihiv, 26 marzo 1982) è un allenatore di pallacanestro ed ex cestista bielorusso, di ruolo playmaker, commissario tecnico della nazionale bielorussa.
È tra gli allenatori bielorussi più titolati, potendo vantare nel suo palmarès quattordici trofei con i club, compresi cinque campionati bielorussi, 4 coppe bielorusse da allenatore e altri quattro campionati come giocatore.

## Carriera

### Club

#### Esordi in America
Nato a Černihiv in Ucraina e trasferito da piccolo con la famiglia a Minsk, dopo aver giocato a livello giovanile, ha studiato contabilità presso l'American University of Birmingham-Southern. Dal 2000 al 2003 ha giocato per il Weatherford Junior College e dal 2003 al 2004 per il Birmingham–Southern College. 

### Borisfen
Dopo di che è rientrato in Bielorussia e dal 2004 al 2008 ha giocato per il Borisfen di Mogilev. 

### Minsk
Dal 2008 al 2012 ha giocato nella squadra del Minsk, vincendo quattro vole il Campionato bielorusso nel 2008–2009, 2009–2010, 2010–2011 e nel 2011–2012.

### Borisfen
Dal 2013 al 2014 ritorna a giocare per una stagione al Borisfen.

## Allenatore

### Borisfen
Nel 2014 diventa vice allenatore del Borisfen. L'anno successivo viene ingaggiato come vice allenatore del Minsk.

### Nazionale bielorussa
Nel 2019 viene nominato allenatore della nazionale Nazionale bielorussa.

### Uralmaš
Nel dicembre 2023 è stato nominato capo allenatore del club Uralmaš. Ha portato il suo nuovo club a un solido settimo posto nella VTB United League e si è guadagnato il diritto di giocare nei playoff, eliminando quasi uno dei club più ricchi della Russia, lo Zenit San Pietroburgo, dai quarti di finale nella stagione 2023-2024 e anche alla semifinali della Coppa di Russia nella stagione 2023-2024.

## Palmarès

### Allenatore
- Campionato bielorusso: 5

Cmoki Minsk: 2018–2019, 2019–2020, 2020–2021, 2021–2022, 2022–2023
- Coppa di Bielorussia: 4

Cmoki Minsk: 2018-2019, 2019-2020, 2020-2021, 2021-2022
- Coppa di Russia: 1

Uralmaš Ekaterinburg: 2024-2025

### Individuale
- Miglior allenatore della Bielorussia: 5